# Suavocallia splendens
Suavocallia splendens là một loài động vật chân bụng trong họ Pupinidae. Nó là loài đặc hữu của Úc.